# Bruce Dern
Bruce MacLeish Dern (* 4. červen 1936, Chicago, USA) je americký herec.

## Počátky
Narodil se ve Chicagu v USA do rodiny Jean a Johna Dernových, vyrůstal ale v Kenilworthu. Jeho dědeček, George Henry Dern, byl guvernérem Utahu. Má holandsko-anglicko-německo-skotské předky. Navštěvoval The Choate School a University of Pennsylvania.

## Kariéra
Před kamerou se poprvé objevil v roce 1960 ve filmu Divoká řeka. Českým divákům pak může být znám z velké spousty úspěšných celovečerních filmů. K těm nejznámějším patří snímky jako Sladká Charlotte, Marnie, Waterhole #3, Válečný vůz, Pověste je výš nebo Podporujte svého šerifa!, Koně se také střílejí, Černá neděle, Návrat domů, Lidé z předměstí, Půlnoční podraz, Poslední zůstává, Zrůda nebo Nespoutaný Django.
Objevil se také v hlavních rolích seriálů jako Stoney Burke nebo Velká láska.

## Ocenění
Dern byl za kariéru dvakrát nominován na Oscara, získal také nominace na ceny Zlatý glóbus, Emmy nebo BAFTA. Za kariéru získal 12 ocenění, na dalších 20 byl nominován.

## Osobní život
Dern je potřetí ženatý, od roku 1969 je jeho manželkou Andrea Beckett. Dcera Laura je herečkou a režisérkou.

## Vybraná filmografie

### Filmy
- 1960 – Divoká řeka
- 1964 – Sladká Charlotte, Marnie
- 1967 – Waterhouse #3, Válečný vůz
- 1968 – Pověste je výš
- 1969 – Podporujte svého šerifa!, Koně se také střílejí
- 1977 – Černá neděle
- 1978 – Návrat domů
- 1989 – Lidé z předměstí
- 1992 – Půlnoční podraz
- 1996 – Poslední zůstává, Periskop nahoru a dolů
- 1999 – Zámek hrůzy
- 2001 – Sklenený dům
- 2003 – Zrůda
- 2005 – Cizinec
- 2006 – Zdánlivě snadné, Walker Payne, Astronaut
- 2007 – The Cake Eaters
- 2009 – American Cowslip
- 2012 – Nespoutaný Django
- 2013 – Nebraska
- 2015 – Osm Hrozných

### Televizní filmy
- 1991 – Volání pustiny
- 1994 – Pomsta mrtvého muže, Poslední let
- 1995 – Modlitba za matku
- 1998 – Dokonalá kořist
- 1999 – Zlá předtucha
- 2003 – Horká půda
- 2008 – Nové sčítání hlasů

### Televizní seriály
- 1962 – Stoney Burke
- 2006 – Velká láska